# Hán (họ)
Họ Hán là một họ của người Việt Nam. Có nguồn gốc từ Họ Mạc, trước biến cố của dòng họ Mạc đã đổi tên sang một số dòng họ khác và một số lấy họ là họ Hán.
Hiện nay những người mang họ Hán tại Việt Nam sinh sống tập trung chủ yếu ở huyện Yên Dũng, tỉnh Bắc Giang (xã Cảnh Thụy - trưởng họ ông Hán Văn Thiện); huyện Từ Sơn, huyện Lương Tài tỉnh Bắc Ninh; huyện Tam Nông, huyện Phù Ninh (xã Gia Thanh), thành phố Việt Trì (phường Vân Phú) tỉnh Phú Thọ và huyện Hoằng Hóa tỉnh Thanh Hoá

## Những người họ Hán có danh tiếng
| Tên             | Sinh thời | Dân tộc | Hoạt động |
| --------------- | --------- | ------- | --- |
| Hán Thanh Thiện | 2005      | Việt    | Nghệ sĩ ưu tú, ca sĩ nổi tiếng,diễn viên xuất sắc đoạt nhiều giải lớn trong và ngoài nước. Anh nổi tiếng với vai Hán Hoàn Hảo trong phim Đất và người. |